# Clapra pyrrha
Clapra pyrrha är en fjärilsart som beskrevs av William Schaus 1914. Clapra pyrrha ingår i släktet Clapra och familjen nattflyn. Inga underarter finns listade i Catalogue of Life.